# DARLIE好來
DARLIE好來（原名黑人牙膏），是好來化工生產的牙膏產品。現時的廠房在台灣桃園市楊梅區幼獅工業區，及中國大陸廣東省中山市西區沙朗。其英文原名為“DARKIE”；後來因為該詞具有種族歧視含義，而於1989年英文名改為“DARLIE”及採用新標誌，但中文名稱仍然維持一段長時間，直至2021年，好來化工宣布“黑人牙膏”將於2022年3月正式更名為「DARLIE好來」，維持原紳士商標，去除「黑人牙膏」等字，煥新為「好來」。「DARLIE好來」品牌由高露洁及其合资伙伴好来化工（Hawley & Hazel）所有。

2022年開始使用之商標圖（人物臉上白色色塊比例增加）

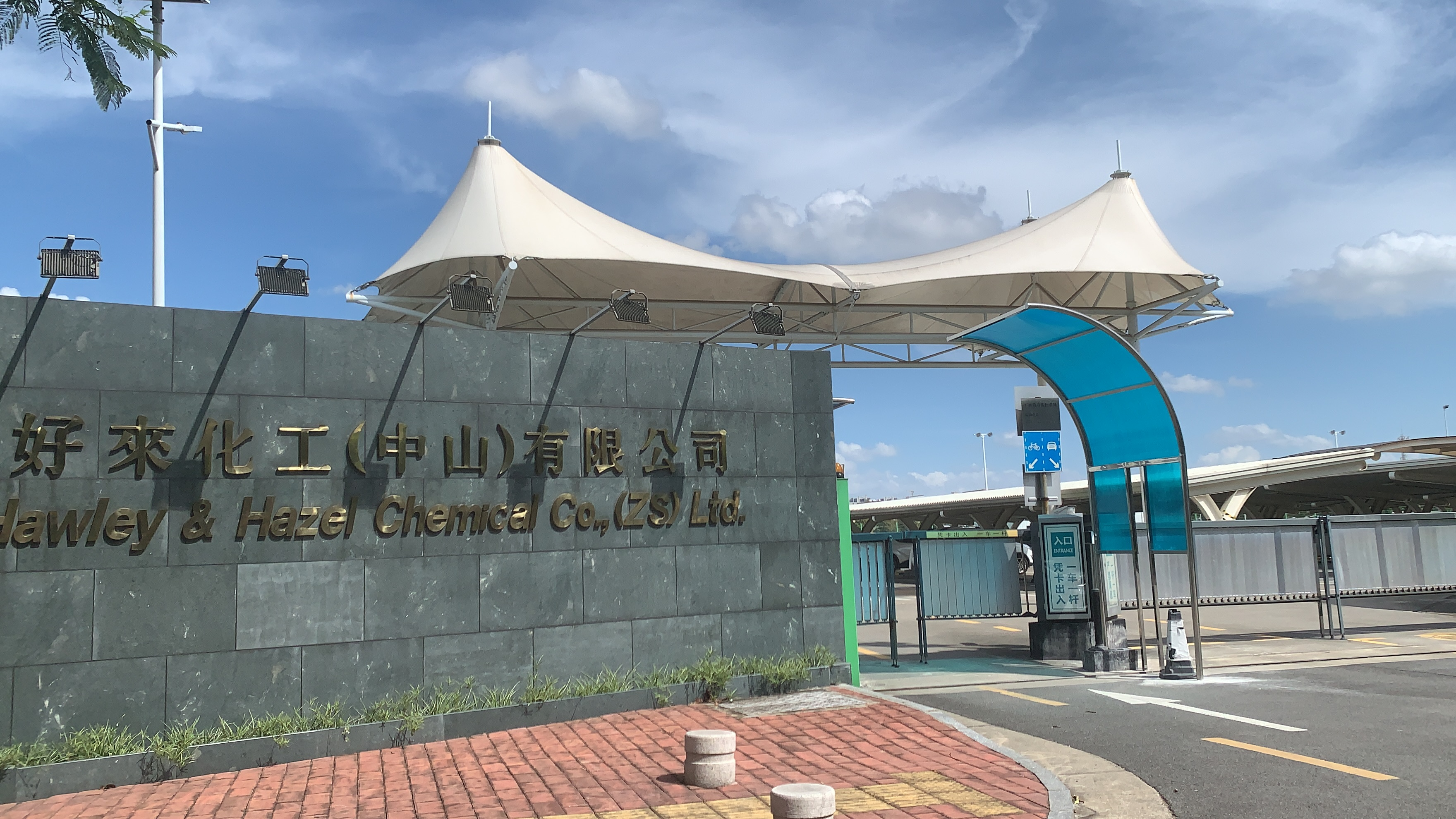
好来化工在中山的工廠

## 發展
黑人牙膏於1933年（民國二十二年）由來自寧波的嚴柏林與嚴中立兄弟創立於上海，嚴氏兄弟在上海公共租界時期創立好來藥物（好來化工的前身），而其多為方液仙創立的中國化學工業社（中化，生產著名的三星牙膏、白玉牙膏）的舊員，將中化的白玉牙膏配方略加改變，調出留蘭香口味的黑人牙膏，開始銷售。牙膏取名為「黑人」，乃取非洲黑人面黑齒白之意；後來更于廣告上號稱黑人牙膏配方中含有非洲某種樹上的潔齒藥物，該藥物便是非洲黑人牙齒特別白的原因，并大肆宣傳。中华人民共和国成立後，嚴家到香港定居，同時在香港、台灣設廠生產黑人牙膏，而留在中國大陸的黑人牙膏則改名為黑白牙膏。黑人牙膏在1990年代重返中國大陆。嚴家第二、三代大都在香港，當前家族生意已由第二代掌管。

1958年6月13日，在民聲日報上刊登廣告的黑人牙膏。

此外，黑人牙膏又於1949年（民國三十八年）在台灣開始營業，成立好來化工有限公司，當時的工廠暨公司設於台北市康定路，隨後於新莊中正路設立工廠生產牙膏類產品。1962年台視開播時，第一批播出的電視廣告就有黑人牙膏。
1985年，美國高露潔-棕欖集團以5000萬美元收購黑人牙膏品牌，隨後於1989年將英文品牌名稱由「Darkie」改成「Darlie」。
1990年代前的臺灣，因黑人牙膏、黑松汽水及白蘭洗衣粉（另有說法是生生白皮鞋或白熊脂潤膚霜）的廣告密集出現，而有「二黑一白」之稱。
2020年中，由於美國乔治·弗洛伊德之死引起了全球範圍內的大規模反種族歧視運動，黑人牙膏由於其歷史和名字的爭議性被人重提。2020年6月18日，高露洁表示，该公司正在重新全面评估旗下的中国市场牙膏品牌“黑人牙膏”，成为美国反种族歧视抗议活动中受影响的品牌之一。

## 相似產品
在中國大陸市場，黑人牙膏的競爭對手有很多，包括1986年創立品牌相似的黑妹牙膏（廣州美晨集團產品）。
在台灣也有品牌相似的白人牙膏（嘉聯實業產品）和綠人牙膏（潔齒化工產品）。

## 廣告爭議
2008年11月27日，臺灣《自由時報》引述臺灣某大賣場匿名員工的爆料，來報導黑人牙膏涉嫌廣告不實，並批判黑人牙膏「誤導消費者」；當時好來化工表示，黑人牙膏的確實在中國大陸製造，但所有製程都依據高露潔-棕欖的品管標準，而黑人牙膏廣告強調的是「第一支榮獲中華民國國家品質標章的牙膏」，並非否認在中國大陸製造。2008年11月28日，黑人牙膏廣告的臺灣代言人吳念真亦召開記者會澄清，強調黑人牙膏廣告中說的是「國家品質認證」而不是「國家製造」，所以沒有廣告不實的問題。
2010年2月4日，歷時11年（西元2020年）好來化工控告嘉聯實業白人牙膏涉嫌對黑人牙膏商標侵權訴訟，中華民國的中華民國最高行政法院認為消費者應該有能力自行分辨黑人牙膏與白人牙膏的包裝，而且白人牙膏商標已經註冊20年，判決好來化工敗訴定讞。此前好來化工已在大陸登記“白人牙膏”商標，以阻止其西進。
2020年3月，黑人牙膏更換為好來時，將廣告曲重新改編歌詞，但因為未取得原作詞者授權同意改編，而被控告侵權。